# Війчик білобровий
Війчик білобровий (Abroscopus superciliaris) — вид горобцеподібних птахів родини Cettiidae.

## Поширення
Вид поширений в Південно-Східній Азії від Непалу до Яви і Калімантану. Його природними середовищами існування є помірний ліс, субтропічний або тропічний вологий низинний ліс та субтропічний або тропічний вологий гірський ліс.

## Опис
Дрібні, досить стрункі птахи з широким дзьобом. Тіло завдовжки 9 см, вага 6 г.

## Спосіб життя
Полює на дрібних комах.

## Підвиди
- A. s. flaviventris (Jerdon, 1863) — Непал, північний схід Індії, Бутан, схід Бангладеш, захід М'янми;
- A. s. drasticus (Deignan, 1947) — північний схід Індії, північ М'янми;
- A. s. smythiesi (Deignan, 1947) — центральна М'янма;
- A. s. superciliaris (Blyth, 1859) — східна та південна М'янма, південь Китаю, північ та південний захід Таїланду до центральної частини Лаосу;
- A. s. euthymus (Deignan, 1947) — В'єтнам;
- A. s. bambusarum (Deignan, 1947) — північна частина півострова Таїланд;
- A. s. sakaiorum (Stresemann, 1912) — Південний Таїланд, Малайський півострів;
- A. s. papilio (Deignan, 1947) — Суматра;
- A. s. schwaneri (Blyth, 1870) — Борнео;
- A. s. vordermani (Büttikofer, 1893) — Ява.